# Анікєєвка (платформа)
Анікє́євка, Аникєєвка (рос. Аникеевка) — зупинний пункт/пасажирська платформа Ризького напрямку Московської залізниці, у складі лінії МЦД-2. Розташована у міському окрузі Красногорськ Московської області. Знаходиться неподалік від присілка Анікєєвка, що входить до складу мікрорайону Опалиха міста Красногорськ. Час в дорозі з Москва-Ризька — 40 хвилин.
Пряме сполучення на Курський напрямок. Пасажирське сполучення здійснюється електропоїздами. На захід безпересадкове сполучення здійснюється до станції Шаховська, на схід — до станцій Москва-Ризька та Серпухов.
Конструкція — дві прямі берегові платформи.